# 佐世保市立福石中学校
佐世保市立福石中学校（させぼしりつ ふくいしちゅうがっこう）は、長崎県佐世保市干尽町にある公立の中学校。

## 概要
歴史
学制改革が行われた1947年（昭和22年）に新制中学校として開校。2017年（平成29年）に創立70周年を迎える。
校区
住所表記で佐世保市の後に「東山町、大黒町（一部）、大宮町、天神一丁目、天神二丁目（一部）、天神三丁目（一部）、天神五丁目（一部）、大和町（元三組）、稲荷町（一部）、前畑町、干尽町（一部）、沖新町」が続く地域。小学校区は佐世保市立福石小学校、佐世保市立天神小学校（一部）、佐世保市立木風小学校（一部）。
校訓
「英知・友愛・正義」
校章
中央に「中」の文字を置いている。
校歌
作詞は長田泉、作曲は田元千之による。

## 沿革
- 1947年（昭和22年）4月1日 - 学制改革により、「佐世保市立福石中学校」（現校名）が開校。
  - 当初、大黒町の元日本海軍女子工員宿舎（現在地）を仮校舎とする。初代校長に豊村勝重が就任。
- 1949年（昭和24年）
  - 4月 - 木造新校舎（南校舎）の一部が完成。まず3年生を収容。
  - 8月 - 木造新校舎（南校舎）がすべて完成し、全学年の生徒を収容。
- 1950年（昭和25年）9月8日 - 木造北校舎が完成。
- 1962年（昭和37年）- 鉄筋コンクリート造校舎（第一期工事）が完成。
- 1963年（昭和38年）- 鉄筋コンクリート造校舎（第二期工事）・体育館・プールが完成。
- 1984年（昭和59年）4月1日 - 佐世保市立崎辺中学校を分離。
- 2006年（平成18年）4月 - 2学期制を導入。
- 2013年（平成25年）9月 - 完全給食を開始。

## 交通アクセス
最寄りの鉄道駅
- JR九州 佐世保線、松浦鉄道 西九州線「佐世保駅」

最寄りのバス停
- 西肥バス（させぼバスが担当）「中大黒」・「福石中学校前」バス停

最寄りの幹線道路
- 西九州自動車道 佐世保道路 「佐世保みなとIC」

## 周辺
- 佐世保市環境センター
- 佐世保年金事務所
- 佐世保競輪場

## 参考資料
- 「佐世保市史 教育篇」（1953年（昭和28年）11月20日発行、佐世保市 市史編さん室）p.688
- 「佐世保市政70年史 下巻」（1975年（昭和50年）3月10日発行、佐世保市 市史編さん室）p.103,105